# Centre de pilotage des systèmes d'information de l'Armée de terre
 (septembre 2021).
Si vous disposez d'ouvrages ou d'articles de référence ou si vous connaissez des sites web de qualité traitant du thème abordé ici, merci de compléter l'article en donnant les références utiles à sa vérifiabilité et en les liant à la section « Notes et références ».
Le Centre de pilotage des systèmes d'information de l'Armée de terre (CPSIAT), fondé [Quand ?], a été dissous par l'Armée de terre le 30 juin 2013 . Son personnel a rejoint à titre individuel le Centre d'appui aux systèmes d'information de la Défense (CASID), unité interarmées dépendant de la direction interarmées des réseaux d'infrastructure et des systèmes de la Défense (DIRISI) au 1er juillet 2013.
Au sein du ministère de la Défense en France, l’armée de terre a organisé sa chaîne informatique d’administration et de gestion en trois niveaux :
- la gouvernance, sous la responsabilité du Bureau Programmes et Systèmes d’Information et de Communication de l’État-Major de l’Armée de Terre (EMAT/BPSIC) ;
- la direction technique, assurée par le Centre de Pilotage des Systèmes d'Information de l'Armée de Terre (CPSIAT);
- les centres de réalisation, chargés de la conduite opérationnelle des projets informatiques, du développement et de la maintenance des applications.

## Missions
Le CPSIAT a pour mission de conduire l’urbanisation du Système d'Information de l'Armée de Terre (SIAT) et de piloter la réalisation des projets du domaine de l'informatique du SIAT afin de permettre à l'Armée de terre de maîtriser son système d'information. Il est l’échelon de conduite entre la gouvernance (technique et fonctionnelle) et le niveau de réalisation.
Le CPSIAT assure le rôle de direction technique des Systèmes d’Information d’Administration et de Gestion (SIAG). Il rend compte à l'EMAT des progrès accomplis ou restant à accomplir dans l'amélioration continue des processus de conception et réalisation des systèmes d'information, de l'application des normes et directives du domaine, ainsi que du niveau quantitatif et qualitatif des ressources humaines qui y sont affectées.
À ce titre, le CPSIAT assure l'autorité technique et fonctionnelle dans le domaine de la conception et de la réalisation des systèmes d'information vis-à-vis des centres de réalisation informatique de l’Armée de terre.

## Organisation
Sous les ordres d’un directeur, le CPSIAT regroupe des experts affectés au bureau « conduite » et au bureau « architecture ».
Le bureau « conduite » (BC) se compose :
- d'une section « pilotage » (PIL) chargée de l’élaboration et du pilotage du plan de réalisation annuel du centre.
- d’une section « évaluation » (SE) chargée d’évaluer les SI (estimation de taille fonctionnelle et de charges par la méthode des points de fonction ; santé des applications ; etc.),
- d’une section « études-urbanisation des SI » (SEUSI) qui œuvre en appui des clients fonctionnels et des grandes directions du ministère responsables de la cohérence fonctionnelle de leur système d’information métier et des systèmes informatiques soutenant ce métier. Cette section réalise les études d’urbanisation nécessaires à la justification du besoin, incluant la modélisation des processus et l’appui à leur rationalisation. Lorsqu’un projet est validé, ses traitants appuient le projet dans le respect du périmètre fonctionnel qui lui a été attribué. La section entretient aussi la description des secteurs fonctionnels – zones, quartiers et ilots – du Plan d’Occupation des Sols (POS) du ministère qui a été confiée au CPSIAT. Son action s’étend sur l’ensemble du ministère à des parts diverses.

Le bureau « architecture » (BA) a pour mission de définir le cadre technique dans lequel seront réalisés les systèmes d’information de l’Armée de terre. Il s'organise:
- d'une section « études-architecture des SI » (SEASI) responsable de la production et de l’entretien de la directive technique du SIAT (DTSIAT). Cette directive, alimentée par l’ensemble des experts du centre, regroupe l’ensemble des préconisations à caractère technique, méthodologique et qualitatif nécessaires à la conception et à la réalisation de systèmes informatiques répondant aux besoins des opérationnels et des fonctionnels, tout en assurant une cohérence d’ensemble de nature à limiter les coûts de production et d’utilisation. Les experts de la section agissent aussi en appui des équipes de développement et éventuellement en équipes d’audit lorsque cela s’avère nécessaire.

- d'une section « méthode qualité des SI » (SMQSI) chargée d’entretenir le référentiel méthodologique et qualité, d'assister et de s'assurer de sa mise en œuvre au sein des projets (méthode ministérielle de gestion de projet adaptant Unified Process et les pratiques agiles aux besoins du ministère, évaluation CMMi des centres, audits de projets, homogénéisation des pratiques de modélisation, de développement, etc.),

Dans le cadre de la réorganisation informatique du ministère, le CPSIAT travaille de plus en plus au profit de l'ensemble du ministère, en particulier pour la direction générale des systèmes d'information et de communication (DGSIC) et pour la direction centrale de la direction interarmées des réseaux d'infrastructure et des systèmes d'information de la Défense (DC DIRISI).
Le CPSIAT regroupe plus d’une trentaine d’ingénieurs du domaine informatique, militaires et civils. En fonction des besoins, peuvent être recrutés :
- des jeunes diplômés BAC+4 à 5 sortant d’école, comme Officiers sous contrat spécialistes (OSC/S)[2]
- des experts de haut niveau comme officiers commissionnés, avec un grade correspondant à leurs diplômes et à leur expérience professionnelle (commandant et lieutenant-colonel).